# Rio Água Guegue
O Rio Água Guegue é um curso de água do arquipélago de São Tomé e Príncipe, que nasce no distrito de Mé-Zóchi, ilha de São Tomé. Este curso de água corre para Oeste até encontrar o mar junto a Pantufu entre a Ponta de São Marçal e a Ponta Canido.